# Opslingereffect

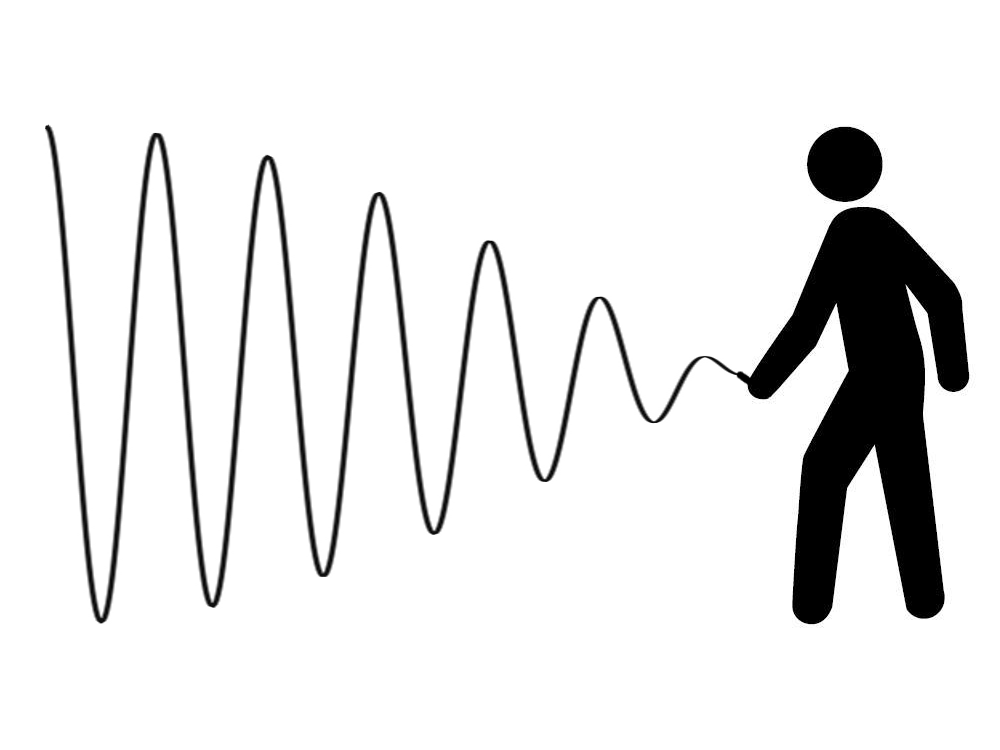
Illustratie van het opslingereffect

Het opslingereffect (ook wel zweepslageffect of bullwhip effect) verwijst naar het probleem dat kan ontstaan door de fluctuerende vraag van orders binnen een bevoorradingsketen. Door de fluctuerende vraag naar producten wordt het voorspellen van het aantal te produceren producten bemoeilijkt. De productievoorraad kan hierdoor in een situatie raken waarin hij binnen een kort tijdsbestek van een voorraadtekort in een voorraadoverschot overgaat, resulterend in een groot overschot. Bedrijven (leveranciers, detailhandelaren) die direct in verband staan met de desbetreffende bevoorradingsketen zijn hier vaak niet van op de hoogte en ontvangen de informatie te laat om adequaat het overschot te verwerken.
Deskundigen op het gebied van bevoorradingsketens erkennen dat het opslingereffect vaak wordt geconstateerd bij bedrijven en producenten die gebruikmaken van ‘produceren naar voorraad’ en het ‘downstream’-pushen van producten naar de markt. Nauwkeurig management rond dit effect wordt gezien als een belangrijke taak voor supply chain-managers.
Geschat wordt dat consequenties van het opslingereffect een invloed kunnen hebben ter grootte van 30% van de winst voor een productiebedrijf (Richard Metters, 1997). Dit hoge percentage ontstaat doordat men, als gevolg van het opslingereffect, grote investeringen in opslagruimte gaat doen om met de toegenomen vraagonzekerheid om te gaan, met als gevolg verminderde klantenservice door de traagheid van productie en distributiesysteem, verloren winsten door tekorten, verlaagde productiviteit van de kapitaalinvestering, niet efficiënt gebruik van transportcapaciteit en een groot aantal vertraagde productieschema’s (Christer Carlsson en Robert Fullér, 2000).

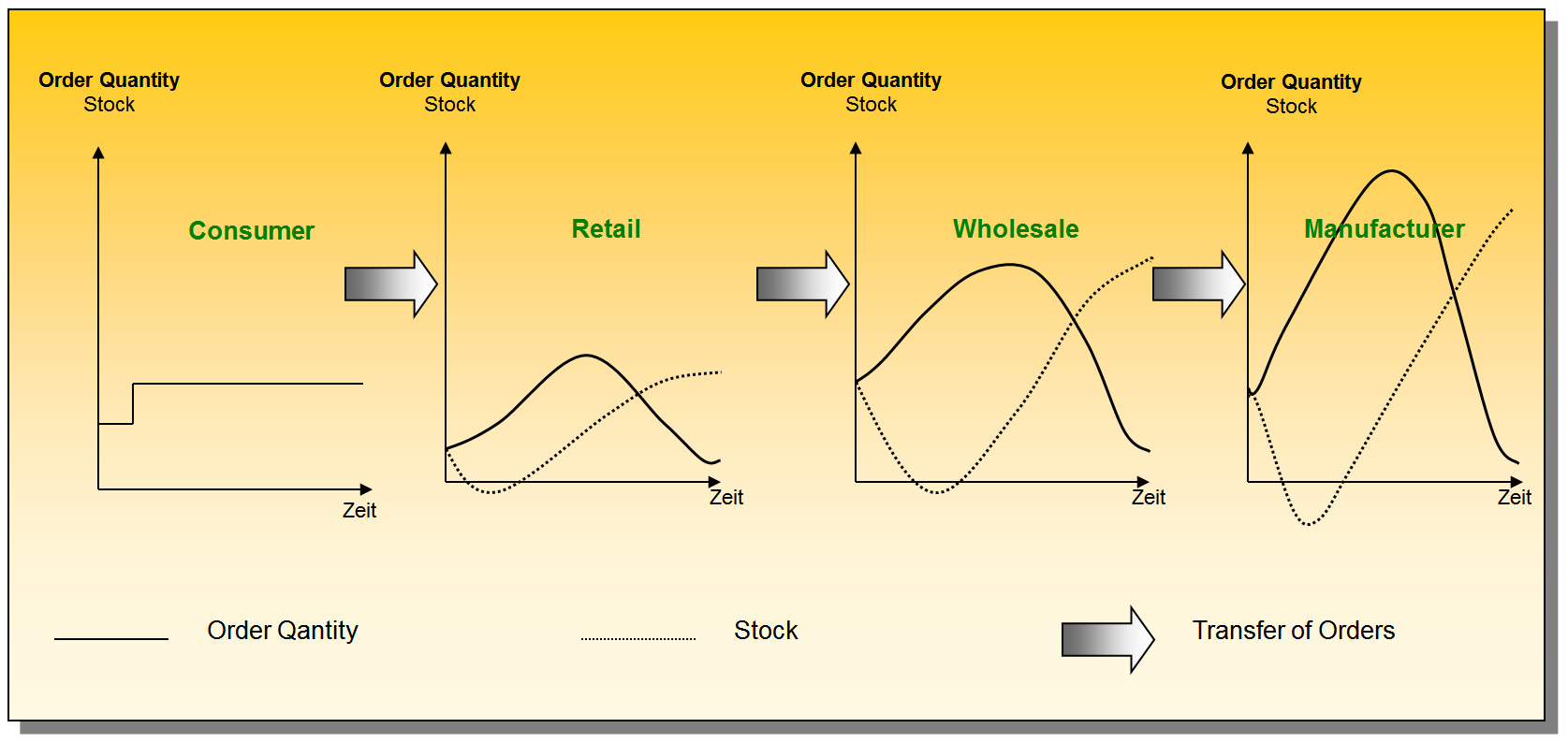
Opslingereffect: bestelhoeveelheid (bovenste lijn) en voorraadgrootte (onderste lijn) bij v.l.n.r. consument, detailhandel, groothandel en fabrikant